# 美しき少年/エルネスト
『美しき少年/エルネスト』（うつくしきしょうねんエルネスト、Ernesto）は、1979年のイタリア・スペイン・西ドイツの青春映画。監督はサルヴァトーレ・サンペリ、出演はマーティン・ハルムとララ・ウェンデルなど。同性愛と異性愛の間で揺れ動く美しい少年エルネストの大人への自覚と階級意識ヘの目ざめを描いている。原作はウンベルト・サバの小説『Ernesto』。
1979年2月から3月にかけて開催された第29回ベルリン国際映画祭コンペティション部門に出品され、ミケーレ・プラチドが銀熊賞 (男優賞)を受賞した。
日本では1982年5月22日に劇場公開された後、1987年2月16日にVHSが発売されているが、2020年時点でDVDやブルーレイは発売されていない。

## ストーリー
1911年のオーストリア＝ハンガリー帝国のトリエステを舞台に、17歳の美少年エルネストが同性愛と異性愛の間で揺れ動きながらも大人へと成長し、階級意識に目覚めていく姿を描く。

## キャスト
- エルネスト: マーティン・ハルム（ドイツ語版） - ユダヤ人[3]の少年。ヴァイオリニストになることを夢見ている。
- イリオ: ララ・ウェンデル - エルネストが誘惑した美少年。
- レイチェル: ララ・ウェンデル（二役） - イリオの双子の妹。エルネストと婚約する。
- エルネストの母: ヴィルナ・リージ
- 人足: ミケーレ・プラチド - エルネストを愛し、彼と最初に肉体関係を持った男。
- カルロ・ヴィルデル: トゥーリ・フェッロ（イタリア語版） - エルネストの伯父。
- チェスコ: レナート・サルヴァトーリ